# João Pereira (triatleta)
João José Sales Henriques de Carvalho Pereira (Caldas da Rainha, 28 de diciembre de 1987) es un deportista portugués que compite en triatlón.
Ganó dos medallas en el Campeonato Europeo de Triatlón, oro en 2017 y plata en 2019. Además, obtuvo una medalla de oro en el Campeonato Europeo de Triatlón de Velocidad de 2017.

## Palmarés internacional
| Campeonato Europeo | Campeonato Europeo   | Campeonato Europeo | Campeonato Europeo |
| Año                | Lugar                | Medalla            | Prueba             |
| ------------------ | -------------------- | ------------------ | ------------------ |
| 2017               | Kitzbühel (Austria)  | Medalla de oro     | Individual         |
| 2019               | Weert (Países Bajos) | Medalla de plata   | Individual         |

| Campeonato Europeo | Campeonato Europeo    | Campeonato Europeo | Campeonato Europeo |
| Año                | Lugar                 | Medalla            | Prueba             |
| ------------------ | --------------------- | ------------------ | ------------------ |
| 2017               | Düsseldorf (Alemania) | Medalla de oro     | Individual         |